# Mano na Porta do Bar
"Mano na Porta do Bar" é uma canção do grupo brasileiro de rap Racionais MC's, lançada em 1993.

## Canção
Faixa quatro do LP Raio X do Brasil (1993), "Mano na Porta do Bar" narra a mudança de vida de um homem da periferia, que passa da condição de trabalhador pobre a traficante rico.
Tudo começa a mudar quando o "mano" cerca-se de "tipos estranhos" que lhe prometem "o mundo dos sonhos". O "mano" entra no mundo do tráfico, tornando-se um grande traficante violento, capaz de viciar menores e matar à sangue frio. Seu final, porém, é trágico.
A história é contada por um narrador épico, que usa o verso "Você viu aquele mano na porta do bar?" como forma de estabelecer um elo tanto entre o lugar de onde ele fala quanto o do ouvinte, e atribui a violência narrada diretamente ao modelo capitalista e ao consumismo. Desta forma, o protagonista de "Mano na Porta do Bar" passa a desvalorizar "seus iguais e sua origem, fascinado pelos signos de poder ostentados pelo burguês."

## Base musical
A canção, composta e cantada por Ice Blue e Mano Brown, usa samples de "Freddie's Dead" - música tema do filme "Superfly" e grande sucesso do cantor americano Curtis Mayfield.

## Créditos
- Voz - Mano Brown e Ice Blue
- Vozes Extras - Miquinho, Japa, Wander, Emerson Gregório
- Programação de Bateria - Wander
- Scratch e Samples - KL Jay